# گرس-بیبراو
شهر گرس-بیبراودر ایالت هسن در کشور آلمان واقع شده‌است.